# Hockey su ghiaccio ai II Giochi olimpici invernali
Il torneo di hockey su ghiaccio dei II Giochi olimpici invernali del 1928, svoltosi presso il St. Moritz Olympic Ice Rink di Sankt Moritz, in Svizzera, fu il secondo torneo ufficiale di hockey su ghiaccio ai giochi olimpici invernali, valido anche come 3º campionato del mondo di hockey su ghiaccio e 13º campionato europeo organizzato dalla International Ice Hockey Federation.
Il torneo di svolse nella settimana fra l'11 e il 19 febbraio 1928. Vi presero parte ben undici squadre, con i debutti assoluti di Austria, Germania, Polonia e Ungheria, mentre non parteciparono i vice-campioni olimpici degli Stati Uniti. Dieci squadre furono suddivise in tre gironi preliminari, (uno da quattro squadre e due da tre) e le vincenti di ciascun raggruppamento si affrontarono nella fase finale insieme ai campioni del Canada. E fu proprio il Canada a vincere il terzo oro consecutivo. A completare il podio la Svezia, seconda ma comunque campionessa d'Europa e i padroni di casa della Svizzera.

## Partecipanti
Parteciparono al terzo torneo olimpico undici rappresentative nazionali provenienti da due continenti, con un numero variabile di giocatori.
- Austria (12)
- Belgio (12)
- Canada (12)
- Cecoslovacchia (11)
- Francia (12)
- Germania (11)
- Regno Unito (12)
- Polonia (11)
- Svezia (12)
- Svizzera (12)
- Ungheria (11)

## Gironi preliminari

### Gruppo A
| Sankt Moritz 11 febbraio 1928 | Regno Unito | 7 – 3 (3-1; 2-0; 2-2) | Belgio | St. Moritz Olympic Ice Rink |

| Sankt Moritz 11 febbraio 1928 | Francia | 2 – 0 (0-0; 2-0; 0-0) | Ungheria | St. Moritz Olympic Ice Rink |

| Sankt Moritz 12 febbraio 1928 | Francia | 3 – 2 (0-1; 3-1; 0-0) | Regno Unito | St. Moritz Olympic Ice Rink |

| Sankt Moritz 12 febbraio 1928 | Belgio | 3 – 2 (0-1; 3-1; 0-0) | Ungheria | St. Moritz Olympic Ice Rink |

| Sankt Moritz 13 febbraio 1928 | Belgio | 3 – 1 (2-0; 0-0; 1-1) | Francia | St. Moritz Olympic Ice Rink |

| Sankt Moritz 15 febbraio 1928 | Regno Unito | 1 – 0 (1-0; 0-0; 0-0) | Ungheria | St. Moritz Olympic Ice Rink |

| Pos. |             | PG | V | N | P | GF | GS | DR | Pt |
| 1.   | Regno Unito | 3  | 2 | 0 | 1 | 10 | 6  | +4 | 4  |
| 2.   | Francia     | 3  | 2 | 0 | 1 | 6  | 5  | +1 | 4  |
| 3.   | Belgio      | 3  | 2 | 0 | 1 | 9  | 10 | -1 | 4  |
| 4.   | Ungheria    | 3  | 0 | 0 | 3 | 2  | 6  | -4 | 0  |

### Gruppo B
| Sankt Moritz 11 febbraio 1928 | Svezia | 3 – 0 (1-0; 1-0; 1-0) | Cecoslovacchia | St. Moritz Olympic Ice Rink |

| Sankt Moritz 12 febbraio 1928 | Svezia | 2 – 2 (1-0; 1-2; 0-0) | Polonia | St. Moritz Olympic Ice Rink |

| Sankt Moritz 13 febbraio 1928 | Cecoslovacchia | 3 – 2 (1-1; 1-1; 1-0) | Polonia | St. Moritz Olympic Ice Rink |

| Pos. |                | PG | V | N | P | GF | GS | DR | Pt |
| 1.   | Svezia         | 2  | 1 | 1 | 0 | 5  | 2  | +3 | 3  |
| 2.   | Cecoslovacchia | 2  | 1 | 0 | 1 | 3  | 5  | -2 | 3  |
| 3.   | Polonia        | 2  | 0 | 1 | 1 | 4  | 5  | -1 | 0  |

### Gruppo C
| Sankt Moritz 11 febbraio 1928 | Svizzera | 4 – 4 (2-4; 1-0; 1-0) | Austria | St. Moritz Olympic Ice Rink |

| Sankt Moritz 12 febbraio 1928 | Austria | 0 – 0 (0-0; 0-0; 0-0) | Germania | St. Moritz Olympic Ice Rink |

| Sankt Moritz 16 febbraio 1928 | Svizzera | 1 – 0 (1-0; 0-0; 0-0) | Germania | St. Moritz Olympic Ice Rink |

| Pos. |          | PG | V | N | P | GF | GS | DR | Pt |
| 1.   | Svizzera | 2  | 1 | 1 | 0 | 5  | 4  | +1 | 3  |
| 2.   | Austria  | 2  | 0 | 2 | 0 | 4  | 4  | 0  | 2  |
| 3.   | Germania | 2  | 0 | 1 | 1 | 0  | 1  | -1 | 1  |

## Girone finale
| Sankt Moritz 17 febbraio 1928 | Canada | 11 – 0 (4-0; 5-0; 2-0) | Svezia | St. Moritz Olympic Ice Rink |

| Sankt Moritz 17 febbraio 1928 | Svizzera | 4 – 0 (0-0; 2-0; 2-0) | Regno Unito | St. Moritz Olympic Ice Rink |

| Sankt Moritz 18 febbraio 1928 | Canada | 14 – 0 (6-0; 4-0; 4-0) | Regno Unito | St. Moritz Olympic Ice Rink |

| Sankt Moritz 18 febbraio 1928 | Svizzera | 0 – 4 (0-1; 0-0; 0-3) | Svezia | St. Moritz Olympic Ice Rink |

| Sankt Moritz 19 febbraio 1928 | Svezia | 3 – 1 (2-1; 0-0; 1-0) | Regno Unito | St. Moritz Olympic Ice Rink |

| Sankt Moritz 19 febbraio 1928 | Svizzera | 0 – 13 (0-4; 0-4; 0-5) | Canada | St. Moritz Olympic Ice Rink |

| Pos. |             | PG | V | N | P | GF | GS | DR  | Pt |
| 1.   | Canada      | 3  | 3 | 0 | 0 | 38 | 0  | +38 | 6  |
| 2.   | Svezia      | 3  | 2 | 0 | 1 | 7  | 12 | -5  | 4  |
| 3.   | Svizzera    | 3  | 1 | 0 | 2 | 4  | 17 | -13 | 2  |
| 4.   | Regno Unito | 3  | 0 | 0 | 3 | 1  | 21 | -20 | 0  |

## Graduatoria finale
| Pos | Squadra        |
| --- | -------------- |
|     | Canada         |
|     | Svezia         |
|     | Svizzera       |
| 4   | Regno Unito    |
| 5   | Austria        |
| 6   | Francia        |
| 7   | Cecoslovacchia |
| 8   | Belgio         |
| 9   | Polonia        |
| 10  | Germania       |
| 11  | Ungheria       |

| Campione olimpico di hockey su ghiaccio 1928 |
| Canada 3º titolo                             |

| Pos | Squadra  | Formazione |
| --- | -------- | --- |
|     | Canada   | Charlie Delahay, Frank Fisher, Lou Hudson, Stuffy Mueller, Bert Plaxton, Sig Slater, Hugh Plaxton, Rod Plaxton, Jack Porter, Frank Sullivan, Joe Sullivan, Ross Taylor, Dave Trottier.             |
|     | Svezia   | Carl Abrahamsson, Emil Bergman, Birger Holmqvist, Gustaf Johansson, Henry Johansson, Nils Johansson, Ernst Karlberg, Erik Larsson, Bertil Linde, Wilhelm Petersén, Kurt Sucksdorff, Sigfrid Öberg. |
|     | Svizzera | Gian Andreossi, Mezzi Andreossi, Bobby Breiter, Louis Dufour, Charly Fasel, Albert Geromini, Fritz Kraatz, Arnold Martignoni, Heini Meng, Toni Morosani, Luzius Rüedi, Bibi Torriani.              |

## Campionato europeo

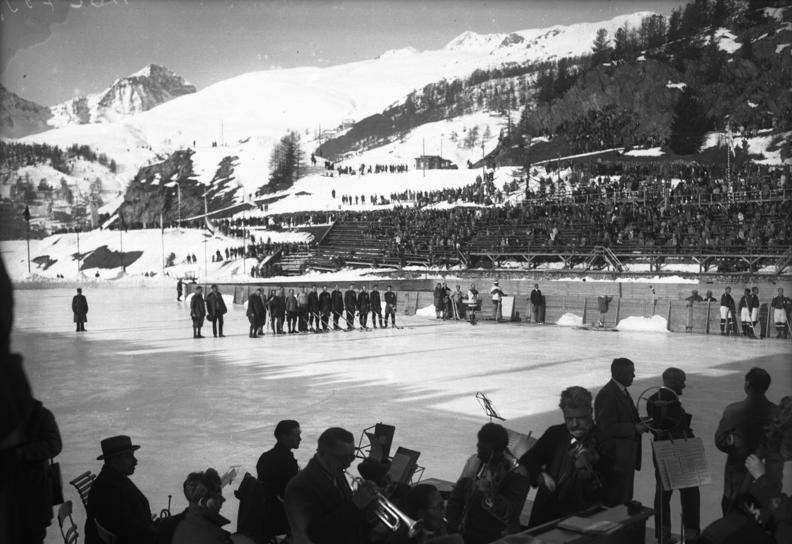
Preparativi prima dell'inizio di un incontro.

Il torneo fu valido anche per il 13º campionato europeo e venne utilizzata la graduatoria finale dell'evento olimpico per determinare le posizioni in classifica; escluso il Canada quindi la vittoria andò per la terza volta alla Svezia, giunta seconda.
| Pos | Squadra        |
| --- | -------------- |
|     | Svezia         |
|     | Svizzera       |
|     | Regno Unito    |
| 4   | Austria        |
| 5   | Francia        |
| 6   | Cecoslovacchia |
| 7   | Belgio         |
| 8   | Polonia        |
| 9   | Germania       |
| 10  | Ungheria       |